# شبکه مورب

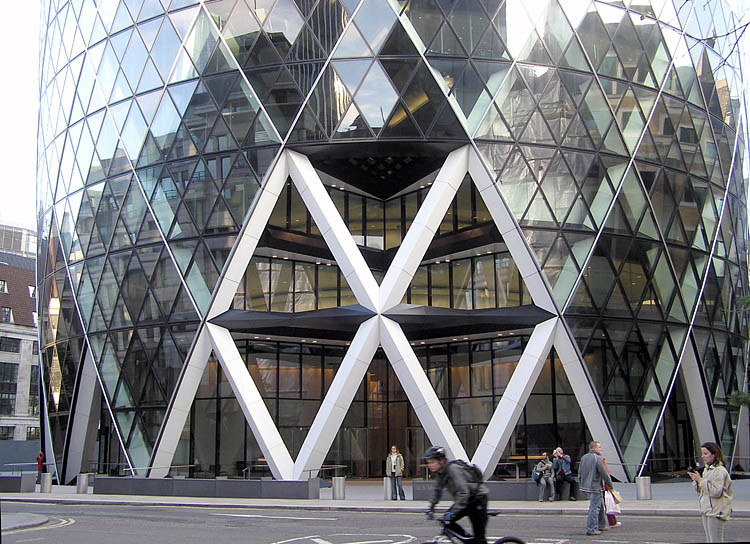
ساختمان سوئیس ری

شبکه مورب (به انگلیسی: Diagrid) نوعی طرح سازه‌ای است که در ساختمان‌های بزرگ به کار می‌رود. در این روش با استفاده از فولاد، سازه‌های مثلثی به همراه تیرهای تکیه‌گاهی مورب ساخته می‌شوند. در چنین سیستمی، فولاد کمتری نسبت به سیستم قاب فولادی به کار برده می‌شود. در برج هرست که توسط نورمن فاستر طراحی شده، ۲۱ درصد، فولاد کمتری نسبت به روش‌های معمول، مصرف شده بود. همچنین سیستم شبکه مورب، نیاز به ستون‌های گوشه‌ای بزرگ را رفع کرده و امکان پخش بار بهتری را فراهم می‌کند. در برج سوئیس ری یا «خیارشور» نیز که توسط فاستر طراحی شده، از همین سیستم سازه‌ای استفاده شده‌است.

## ساختمان‌هایی که در آن‌ها از شبکه مورب استفاده شده‌است
- برج هرست در نیویورک
- ساختمان برج سوئیس ری (خیارشور) در لندن
- ساختمان تلویزیون مرکزی چین در پکن
- The Bow در کالگری
- کتابخانه مرکزی سیاتل در سیاتل، واشینگتن
- دروازه سرمایه در ابوظبی
- مرکز سرمایه‌گذاری بین‌المللی گوانگژو در گوانگژو
- مرکز تجارت جهانی (ساختمان شماره ۱) در نیویورک